# Mitsui
Mitsui Group (三井グループ?, Mitsui Gurūpu) è un'azienda giapponese.

## Storia
L'azienda ha origini antichissime, risalendo addirittura al periodo Edo, quando fu fondata per opera di Mitsui Takatoshi (1622-1694). Egli era il quarto figlio di un commerciante, e alla morte del padre prese le redini delle attività paterne, fondando un negozio di vendita di kimono che ebbe molto successo.
Nel corso degli anni l'azienda si espanse, ampliandosi a diversi settori, ma fu durante il periodo Meiji che in seguito alla spinta del governo imperiale per rendere il Giappone una potenza industriale si espanse a ritmi veloci diventando uno zaibatsu.
Dopo la seconda guerra mondiale il SCAP decise di dissolvere i più grandi zaibatsu del paese, su imitazione della legge antitrust statunitense. Nonostante la scissione le varie società, ora formalmente separate sulla carta, continuarono a condividere gli uomini nei consigli di amministrazione e il nome originario. I due pezzi più importanti dell'ex trust Mitsui sono Mitsui Bank e Mitsui & Co.

## Profilo
Mitsui è uno dei più grandi keiretsu del paese, attivo praticamente in tutti i principali settori economici tramite le proprie società controllate, tra cui Mitsui & Co., Sumitomo Mitsui Trust Holdings, Japan Steel Works, Mitsui Chemicals, Mitsui Construction Co., Mitsui Engineering & Shipbuilding, Mitsui Fudosan, Mitsui-gold, Mitsui Mining & Smelting, Mitsui Oil Exploration Co. (MOECO), Mitsui O.S.K. Lines, Mitsui Petrochemical Industries Ltd, Mitsui-Soko, Mitsui Sumitomo Insurance Group, Oji Paper Company, Pacific Coast Recycling, Sumitomo Mitsui Financial Group, Sumitomo Mitsui Banking Corporation, Taiheiyo Cement, Toray Industries, Toshiba Corporation, Tri-net Logistics Management, Mitsui Commodity Risk Management.